# 科塔蒂 (加利福尼亚州)
科塔蒂（英文：Cotati），是美国加利福尼亚州索诺玛县下属的一个城市。于1963年7月16日建市。城市面积约为4.9平方公里，根据2010年美国人口普查，该市有人口7,265人。